# Tre Giorni delle Fiandre Occidentali 2007
La Tre Giorni delle Fiandre Occidentali 2007, ottava edizione della corsa, valevole come prova del circuito UCI Europe Tour 2007 categoria 2.1, si svolse in tre tappe dal 9 all'11 marzo 2007 per un percorso di 536,8 km, con partenza da Courtrai e arrivo ad Ichtegem. Fu vinta dal francese Jimmy Casper della squadra Unibet.com, che si impose in 12h 58' 36" alla media di 41,36 km/h.
Al traguardo di Ichtegem furono 94 i ciclisti che completarono la competizione.

## Tappe
| Tappa  | Data     | Percorso            | km    | Vincitore di tappa | Leader cl. generale |
| ------ | -------- | ------------------- | ----- | ------------------ | ------------------- |
| 1ª     | 9 marzo  | Courtrai > Bellegem | 170   | Jimmy Casper       | Jimmy Casper        |
| 2ª     | 10 marzo | Torhout > Handzame  | 184,3 | Hans Dekkers       | Jimmy Casper        |
| 3ª     | 11 marzo | Ichtegem > Ichtegem | 182,5 | Wouter Weylandt    | Jimmy Casper        |
| Totale | Totale   | Totale              | 536,8 |                    |                     |

## Squadre e corridori partecipanti
| N.    | Cod. | Squadra                        |
| ----- | ---- | ------------------------------ |
| 1-8   | JAC  | Chocolade Jacques-Topsport Vl. |
| 11-18 | PRL  | Predictor-Lotto                |
| 21-28 | QSI  | Quick Step-Innergetic          |
| 31-38 | UNI  | Unibet.com                     |
| 41-48 | TMO  | T-Mobile Team                  |
| 51-58 | DSC  | Discovery Channel              |
| 61-68 | LAN  | Landbouwkrediet-Tönissteiner   |
| 71-78 | WIE  | Team Wiesenhof-Felt            |
| 81-88 | AGR  | Agritubel                      |
| 91-98 | ELK  | Elk Haus-Simplon               |

| N.      | Cod. | Squadra                          |
| ------- | ---- | -------------------------------- |
| 101-108 | TSL  | Team Slipstream                  |
| 111-118 | NIC  | Navigators Insurance Cycling T.  |
| 121-128 | DFL  | DFL-Cyclingnews-Litespeed        |
| 131-138 | JAR  | Jartazi-Promo Fashion            |
| 141-148 | PCO  | Palmans-Collstrop                |
| 151-158 | FLA  | Babes Only-Villapark L.-Flanders |
| 161-168 | ABM  | Yawadoo-Abm-Tv Vlaanderen        |
| 171-178 | RB3  | Rabobank Continental Team        |
| 181-188 | PCH  | Time-Van Hemert                  |

## Dettagli delle tappe

### 1ª tappa
- 9 marzo: Courtrai > Bellegem – 170 km

Risultati
| Pos. | Corridore       | Squadra        | Tempo    |
| ---- | --------------- | -------------- | -------- |
| 1    | Jimmy Casper    | Unibet.com     | 4h11'12" |
| 2    | Niko Eeckhout   | Chocolade Jac. | s.t.     |
| 3    | Wouter Weylandt | Quick Step     | s.t.     |

| Pos. | Corridore       | Squadra        | Tempo    |
| ---- | --------------- | -------------- | -------- |
| 1    | Jimmy Casper    | Unibet.com     | 4h11'02" |
| 2    | Niko Eeckhout   | Chocolade Jac. | a 2"     |
| 3    | Wouter Weylandt | Quick Step     | a 5"     |

### 2ª tappa
- 10 marzo: Torhout > Handzame – 184,3 km

Risultati
| Pos. | Corridore       | Squadra    | Tempo    |
| ---- | --------------- | ---------- | -------- |
| 1    | Hans Dekkers    | Agritubel  | 4h28'26" |
| 2    | Jimmy Casper    | Unibet.com | s.t.     |
| 3    | Stefan van Dijk | Wiesenhof  | s.t.     |

| Pos. | Corridore       | Squadra        | Tempo    |
| ---- | --------------- | -------------- | -------- |
| 1    | Jimmy Casper    | Unibet.com     | 8h39'16" |
| 2    | Niko Eeckhout   | Chocolade Jac. | a 13"    |
| 3    | Wouter Weylandt | Quick Step     | a 15"    |

### 3ª tappa
- 11 marzo: Ichtegem > Ichtegem – 182,5 km

Risultati
| Pos. | Corridore       | Squadra    | Tempo    |
| ---- | --------------- | ---------- | -------- |
| 1    | Wouter Weylandt | Quick Step | 4h19'20" |
| 2    | Jochen Summer   | Elk Haus   | s.t.     |
| 3    | Stefan van Dijk | Wiesenhof  | s.t.     |

| Pos. | Corridore       | Squadra    | Tempo     |
| ---- | --------------- | ---------- | --------- |
| 1    | Jimmy Casper    | Unibet.com | 12h58'36" |
| 2    | Wouter Weylandt | Quick Step | a 5"      |
| 3    | Stefan van Dijk | Wiesenhof  | a 11"     |

## Evoluzione delle classifiche
| Tappa              | Vincitore          | Classifica generale | Classifica a punti | Classifica sprint | Classifica giovani | Classifica a squadre |
| ------------------ | ------------------ | ------------------- | ------------------ | ----------------- | ------------------ | -------------------- |
| 1ª                 | Jimmy Casper       | Jimmy Casper        | Jimmy Casper       | Maarten Wijnants  | Wouter Weylandt    | Unibet.com           |
| 2ª                 | Hans Dekkers       | Jimmy Casper        | Jimmy Casper       | Preben Van Hecke  | Wouter Weylandt    | Unibet.com           |
| 3ª                 | Wouter Weylandt    | Jimmy Casper        | Jimmy Casper       | Preben Van Hecke  | Wouter Weylandt    | Discovery Channel    |
| Classifiche finali | Classifiche finali | Jimmy Casper        | Jimmy Casper       | Preben Van Hecke  | Wouter Weylandt    | Discovery Channel    |

## Classifiche finali

### Classifica generale
| Pos. | Corridore          | Squadra        | Tempo     |
| ---- | ------------------ | -------------- | --------- |
| 1    | Jimmy Casper       | Unibet.com     | 12h58'36" |
| 2    | Wouter Weylandt    | Quick Step     | a 5"      |
| 3    | Stefan van Dijk    | Wiesenhof      | a 11"     |
| 4    | Niko Eeckhout      | Chocolade Jac. | a 13"     |
| 5    | Volodymyr Bileka   | Discovery      | a 25"     |
| 6    | William Frischkorn | Slipstream     | s.t.      |
| 7    | Steven Cozza       | Slipstream     | s.t.      |
| 8    | Gianni Meersman    | Discovery      | a 28"     |
| 9    | Jens Mouris        | DFL-Cyclingn.  | a 31"     |
| 10   | Fumiyuki Beppu     | Discovery      | a 32"     |

### Classifica a punti
| Pos. | Corridore       | Squadra        | Punti |
| ---- | --------------- | -------------- | ----- |
| 1    | Jimmy Casper    | Unibet.com     | 36    |
| 2    | Wouter Weylandt | Quick Step     | 31    |
| 3    | Stefan van Dijk | Wiesenhof      | 30    |
| 4    | Niko Eeckhout   | Chocolade Jac. | 28    |
| 5    | Jochen Summer   | Elk Haus       | 17    |

### Classifica sprint
| Pos. | Corridore        | Squadra         | Punti |
| ---- | ---------------- | --------------- | ----- |
| 1    | Preben Van Hecke | Predictor-Lotto | 6     |
| 2    | Steven Cozza     | Slipstream      | 6     |
| 3    | Fumiyuki Beppu   | Discovery       | 5     |
| 4    | Maarten Wynants  | Quick Step      | 4     |
| 5    | Cédric Vasseur   | Quick Step      | 3     |

### Classifica giovani
| Pos. | Corridore       | Squadra       | Punti      |
| ---- | --------------- | ------------- | ---------- |
| 1    | Wouter Weylandt | Quick Step    | 123h58'41" |
| 2    | Steven Cozza    | Slipstream    | a 20"      |
| 3    | Gianni Meersman | Discovery     | a 23"      |
| 4    | Fumiyuki Beppu  | Discovery     | a 27"      |
| 5    | Thomas Berkhout | Rabobank Con. | a 32"      |